# Voyage (Zoë Më)
Voyage è un singolo della cantautrice svizzera Zoë Më, pubblicato il 10 marzo 2025.

## Descrizione
Voyage è stata scritta e composta dalla stessa Zoë Më, Emily Middlemas e Tom Oehler, quest'ultimo responsabile anche della produzione insieme a Pele Loriano.
Registrato in francese, il brano fonde elementi pop e della chanson in un crescendo che sfocia in sonorità orchestrali. Esso esplora l'importanza della gentilezza, del rispetto e della positività nelle relazioni interpersonali, affrontando temi come il bullismo e la negatività, in particolare quella che si manifesta sui social media, e propone un messaggio di speranza e crescita personale; un esempio vi è nella frase "Les fleurs sont plus belles quand tu les arroses" (I fiori sono più belli quando li annaffi) facendo un paragone alle persone, che possono diventare la "versione migliore di loro stessi" quando ci si tratta con rispetto reciproco.

## Promozione
Dopo aver confermato l'organizzazione dell'Eurovision Song Contest 2025 in Svizzera, in seguito alla vittoria dell'edizione precedente, l'ente radiotelevisivo SRG SSR ha annunciato l'intenzione di utilizzare una selezione interna per determinare il rappresentante nazionale per la manifestazione europea, in linea con il sistema usato dal 2019. Il processo per la scelta della canzone svizzera si è svolto in due fasi: in un primo turno una giuria composta da esperti del settore e da fan svizzeri ed internazionali della manifestazione canora ha selezionato i 5 artisti con le canzoni migliori tra le 431 proposte ricevute; nella seconda fase, svoltasi entro il 10 dicembre 2024, i cinque finalisti rimasti in lista hanno registrato le loro canzoni negli studi dell'emittente SRF a Zurigo; le giurie hanno poi proceduto a selezionare il brano vincitore in base alle versioni in studio dei brani.
Il 5 marzo, in un comunicato stampa ufficiale diffuso dall'ente SRG SSR, Voyage, interpretato da Zoë Më, è stato annunciato come il brano rappresentante la Confederazione sul palco eurovisivo di Basilea. Il singolo è stato ufficialmente pubblicato cinque giorni dopo. È la prima volta dal 2021 che la Svizzera presenta una canzone cantata in una lingua ufficiale della Confederazione all'Eurovision.

## Video musicale
Il video musicale, diretto da Ruy Okamura, è stato reso disponibile in concomitanza con la pubblicazione del singolo attraverso il canale YouTube dell'Eurovision Song Contest.

## Tracce
Testi e musiche di Zoë Kressler, Emily Middlemas e Tom Oehler.
1. Voyage – 2:59

Voyage – feat. Louane
1. Voyage (feat. Louane) – 2:40

## Formazione
- Zoë Më – voce
- Budapest Scoring Orchestra – orchestra
- Benji "Bnji" Schmid – pianoforte
- Tom Oehler – produzione, missaggio, batteria, sintetizzatore
- Stuart Hawkes – mastering
- Wojciech Kostrewa – batteria, registrazione
- Dénes Rédly – registrazione

## Classifiche
| Classifica (2025) | Posizione massima |
| ----------------- | ----------------- |
| Austria           | 37                |
| Grecia            | 36                |
| Islanda           | 37                |
| Lituania          | 18                |
| Svizzera          | 7                 |